# Wydawnictwo Lekarskie PZWL
Wydawnictwo Lekarskie PZWL (WL PZWL), do 1993 Państwowy Zakład Wydawnictw Lekarskich (PZWL) – największe i najstarsze polskie wydawnictwo medyczne, którego powstanie zainicjował Stanisław Konopka w 1945 w Warszawie, od 1998 należy do grupy kapitałowej PWN. 1 kwietnia 2022 doszło do przejęcia przez spółkę Wydawnictwo Naukowe PWN SA spółki PZWL Wydawnictwo Lekarskie sp. z o.o.

## Historia
8 czerwca 1945 r., z inicjatywy prof. Stanisława Konopki, w Ministerstwie Zdrowia został utworzony Wydział Naukowo-Wydawniczy, w którego miejsce 1 kwietnia 1946 r. powołano pod wspólnym kierownictwem Główną Bibliotekę Lekarską i Lekarski Instytut Naukowo-Wydawniczy. Głównym zadaniem tych instytucji była odbudowa polskiego zaplecza naukowo-wydawniczego w dziedzinie medycyny i nauk pokrewnych, ponieważ podczas II wojny światowej, zniszczeniu uległo prawie 80% zbiorów. W kolejnych latach utworzono sieć bibliotek lekarskich na terenie całego kraju, zabezpieczano tysięcy zbiorów naukowych i księgozbiorów oraz wznowiono działalność naukowo-wydawniczą w sektorze czasopism i książek medycznych.
5 listopada 1949 r. na mocy zarządzenia ówczesnego Ministra Zdrowia dra Tadeusza Michejdy, Lekarski Instytut Naukowo-Wydawniczy został przekształcony w samodzielny Państwowy Zakład Wydawnictw Lekarskich (PZWL).
W 1993 r., po przemianach ustrojowych, państwowe przedsiębiorstwo przekształciło się w prywatną spółkę pracowniczą, która w 1998 r. stała się częścią Grupy PWN (obecnie sp. z o.o.).
Pierwsza siedziba wydawnictwa znajdowała się w budynku Państwowa Szkoła Higieny (PZH) przy ul. Chocimskiej 24 w Warszawie.

## Działalność wydawnicza
PZWL wydaje publikacje medyczne, w tym: podręczniki akademickie dla studentów uczelni medycznych, podręczniki dla uczniów średnich szkół medycznych, literaturę dla lekarzy i personelu medycznego, encyklopedie, leksykony, monografie, książki popularnonaukowe i poradniki oraz publikacje z dziedzin okołomedycznych, takich jak: biologia, botanika, zoologia. Każdego roku wydaje ponad 100 nowych publikacji i do 2020 roku opublikowało ponad 15 tysięcy tytułów w łącznym nakładzie przekraczającym 320 mln egzemplarzy.
Oprócz książek PZWL wydaje także czasopisma, między innymi kwartalnik „Położna. Nauka i Praktyka” i kwartalnik "Analiza Przypadków. Pediatria". Tematyka czasopism dotyczy głównie takich dziedzin medycyny jak: ginekologia, położnictwo, stomatologia, pediatria, diabetologia, hematologia i onkologia.

## Działalność edukacyjna
PZWL prowadzi działalność edukacyjno-szkoleniową, w ramach której oferuje bezpłatne konferencje i szkolenia, skierowane do sektora medycznego, przygotowywane w formie webinarów. Prowadzi serwis nursing.com.pl dla pielęgniarek.
Współpracuje z uczelniami medycznymi, instytucjami medycznymi i naukowymi, takimi jak: Narodowy Instytut Onkologii, Narodowy Instytut Kardiologii, Instytut Matki i Dziecka, Centrum Zdrowia Matki Polki, Centrum Zdrowia Dziecka, Narodowy Instytut Zdrowia Publicznego – PZH oraz zagranicznymi wydawnictwami: Masson z Francji, Georg Thieme Verlag, Springer-Verlag, Schattauer z Niemiec, McGraw-Hill i Lippincott Williams & Wilkins z USA oraz Blackwell Publishing i Oxford University Press z Wielkiej Brytanii.